# Tannenbaum (Solingen)
Tannenbaum hieß im 19. Jahrhundert eine Einzelsiedlung innerhalb der Bürgermeisterei Dorp, die heute Teil der bergischen Großstadt Solingen ist. Der Ortsname ist heute jedoch nicht mehr gebräuchlich.

## Lage und Beschreibung
Der heute in der geschlossenen Bebauung aufgegangene Ort Tannenbaum befindet sich im nördlichen Bereich des Solinger Stadtbezirks Burg/Höhscheid an der Grenze zu Solingen-Mitte. Der Ort liegt am Rande eines Höhenzugs des Solinger Höhenrückens, auf dem die Bundesstraße 229 verläuft, die Schützenstraße. Die früher zu dem Ort gehörenden Gebäude befinden sich an der Schützenstraße in Höhe der Hausnummer 175/177. Westlich befindet sich die Dorper Kirche, südlich davon der evangelische Friedhof Grünbaumstraße.
Benachbarte Orte sind bzw. waren (von Nord nach West): III. und IV. Feld, Klönnenhöhe, Krahenhöhe, Wieden, Dornsiepen, Lindenbaum, Spielbruch, Schlicken, Maushöhe und Kirschbaumshöhe.

## Geschichte
Tannenbaum entstand vermutlich als Einzelsiedlung auf freiem Feld zwischen Krahenhöhe und Spielbruch. Die Topographische Aufnahme der Rheinlande von 1824 verzeichnet den Ort unbenannt, ebenso wie die Preußische Uraufnahme von 1844. In der Topographischen Karte des Regierungsbezirks Düsseldorf von 1871 ist der Ort hingegen nicht verzeichnet.
1832 lag der als Tannenbaum bezeichnete Ort in der Flur VIII. Hästen der Bürgermeisterei Dorp. Der nach der Statistik und Topographie des Regierungsbezirks Düsseldorf als Wirtshaus kategorisierte Ort besaß zu dieser Zeit ein Wohnhaus mit zehn Einwohnern, darunter einen katholischen und neun evangelischen Bekenntnisses.
Der Ort gehörte zur Bürgermeisterei Dorp (Stadtrecht seit 1856). Die Bürgermeisterei beziehungsweise Stadt Dorp wurde nach Beschluss der Dorper Stadtverordneten zum 1. Januar 1889 mit der Stadt Solingen vereinigt. Damit wurde Tannenbaum ein Ortsteil Solingens. Bereits in der Preußischen Neuaufnahme von 1893 ist der Ort in der geschlossenen Bebauung der Schützenstraße aufgegangen, die Ortsbezeichnung Tannenbaum wurde verdrängt und ist darum heute nicht mehr gebräuchlich. Die Wohnhäuser an der oberen Schützenstraße werden seither meist der Krahenhöhe zugeordnet.